# Lương tối thiểu

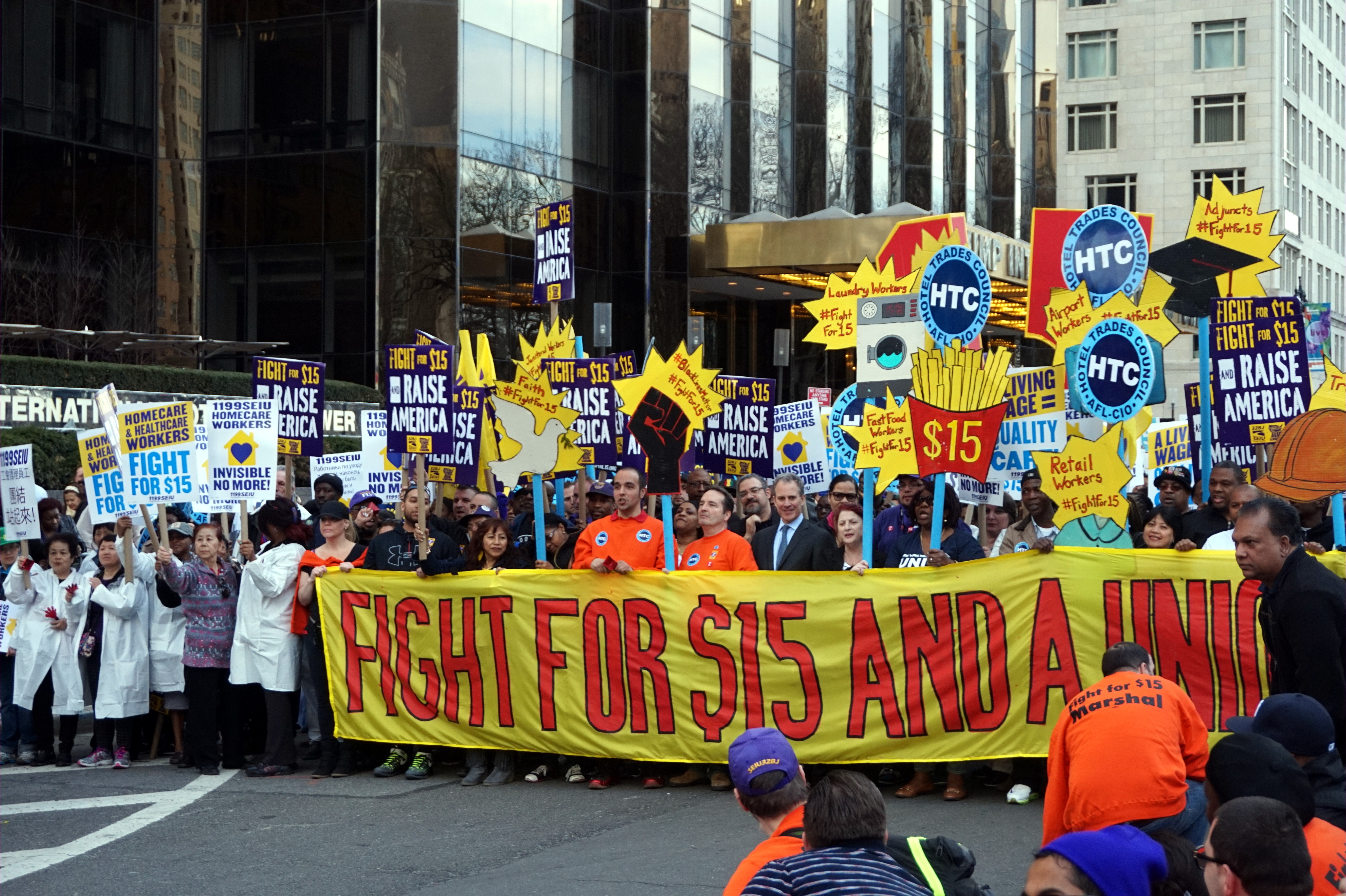
Người biểu tình kêu gọi tăng lương tối thiểu như một phần của nỗ lực "Chiến đấu vì 15 đô la" để yêu cầu mức lương tối thiểu 15 đô la mỗi giờ trong năm 2015.

Mức lương tối thiểu là mức thù lao thấp nhất mà người sử dụng lao động có thể trả cho người lao động của họ một cách hợp pháp - giá sàn mà người lao động không thể bán sức lao động của họ với giá thấp hơn. Hầu hết các quốc gia đã đưa ra luật lương tối thiểu vào cuối thế kỷ 20.
Các mô hình cung và cầu cho thấy có thể có tổn thất phúc lợi và việc làm từ tiền lương tối thiểu. Tuy nhiên, nếu thị trường lao động ở trạng thái độc quyền (chỉ có một người sử dụng lao động có sẵn đang tuyển dụng), tiền lương tối thiểu có thể làm tăng hiệu quả của thị trường. Đã có tranh luận về tác động đầy đủ của tiền lương tối thiểu.
Phong trào đòi tiền lương tối thiểu trước tiên được thúc đẩy như một cách để ngăn chặn sự bóc lột công nhân trong áo len, bởi những người sử dụng lao động được cho là có quyền lực thương lượng không công bằng đối với họ. Theo thời gian, tiền lương tối thiểu được coi là một cách để giúp các gia đình có thu nhập thấp hơn. Luật pháp quốc gia hiện đại thực thi tư cách thành viên công đoàn bắt buộc quy định mức lương tối thiểu cho các thành viên của họ lần đầu tiên được thông qua tại New Zealand và Úc vào những năm 1890.
Mặc dù luật lương tối thiểu có hiệu lực trong nhiều khu vực pháp lý, sự khác biệt về quan điểm tồn tại về lợi ích và hạn chế của mức lương tối thiểu. Những người ủng hộ mức lương tối thiểu nói rằng nó làm tăng mức sống của người lao động, giảm nghèo, giảm bất bình đẳng và tăng tinh thần. Ngược lại, những người phản đối mức lương tối thiểu nói rằng nó làm tăng nghèo đói, tăng thất nghiệp (đặc biệt là những người lao động chưa có kinh nghiệm hoặc thiếu kinh nghiệm) và gây thiệt hại cho các doanh nghiệp, bởi vì mức lương tối thiểu quá cao đòi hỏi các doanh nghiệp phải tăng giá sản phẩm hoặc dịch vụ của họ để đáp ứng chi phí tăng thêm khi trả lương cao hơn  và một số công nhân lương thấp "sẽ không thể tìm được việc làm... [và] sẽ bị đẩy vào hàng ngũ của những người thất nghiệp." 